# Joe Dassin (Le Costume blanc)
Joe Dassin, также известный под неофициальным названием Le Costume Blanc (с фр. — «Белый костюм») — девятый студийный альбом поп-исполнителя Джо Дассена, изданный 1975 года на французском лейбле CBS.

## Об альбоме
Альбом был выпущен Джо Дассеном после длительного кризиса. Он пережил рождение и смерть сына, а также развод. Несколько предыдущих пластинок не содержали ярких хитов и артист даже начал задумываться о завершении творческой деятельности. Возродить карьеру помог случай. Продюсер Жак Пле обратил внимание на песню начинающего итальянского автора Тото Кутуньо «Africe» в исполнении группы Albatros. К ней был написан текст на французском языке и получившаяся композиция «L’ete Indien» получила мировую известность. К Дассену вернулась популярность, которую была призвана закрепить выходящая пластинка. И хотя хит «L’ete Indien» было решено не включать в альбом, так как песня уже ранее вышла в качестве сингла, пластинка всё равно стала очень популярной. Композиции «Et Si Tu N’existais Pas», «Salut», «Ça Va Pas Changer le Monde» вышли в виде синглов, а Joe Dassin стал самым продаваемым альбомом Джо Дассена и лейбла CBS.
Поэт-песенник Клод Лемель отмечал личный вклад Джо Дассена в создание песен и то, что певец вносил изменения практически во все композиции. Он вспоминал почти четверть века после записи этого альбома, что песня «Ca va pas changer le monde» «в оригинальной версии была задорной и ритмичной песенкой, называвшейся — я не шучу — „Taratatata“». Джо Дассен добился от авторов замедления темпа, изменения мелодии и текста и в итоге «сумел сделать из неё очень красивую балладу».
В конце 1977 года на большом гала-концерте в Вавре Джо Дассену был вручён приз «Золотой диск» за этот и последующий альбом. Один из поклонников творчества Джо Дассена писатель-фантаст Д. Скирюк написал, что альбом «искрится волшебством высшей пробы» и «буквально спас Дассена от забвения».

## Список композиций
| #  | Оригинальное название                    | Перевод                          | Музыка / Слова                                 | Время |
| -- | ---------------------------------------- | -------------------------------- | ---------------------------------------------- | ----- |
| 1  | Et si tu n'existais pas                  | Если б не было тебя              | Delanoë, Lemesle, Pallavicini, Cutugno         | 3:25  |
| 2  | Il faut naître à Monaco                  | Вам нужно родиться в Монако      |                                                | 2:02  |
| 3  | Chanson triste                           | Печальная песня                  |                                                | 3:14  |
| 4  | Le costume blanc                         | Белый костюм                     |                                                | 3:06  |
| 5  | L’Albatros                               | Альбатрос                        |                                                | 3:05  |
| 6  | Alors qu’est-ce que c’est (Harm or Love) | Так что же это                   |                                                | 2:41  |
| 7  | Ça va pas changer le monde               | Это мир не изменит               | Pallavicini, Delanoë, Lemesle, Dassin, Massara | 3:00  |
| 8  | Salut                                    | Привет                           | Delanoë, Pallavicini, Lemesle, Losito, Cutugno | 3.20  |
| 9  | Carolina (Sad Sweet Dreamer)             | Каролина (Горькие сладкие грёзы) |                                                | 3:14  |
| 10 | C’est la nuit (Dance With Me)            | Эта ночь (Потанцуй со мной)      |                                                | 2:50  |
| 11 | Ma musique (Sailing)                     | Моя музыка (Под парусом)         |                                                | 2:50  |
| 12 | Piano mécanique                          | Механическое пианино             |                                                | 2:38  |